# Omegaturus longipalpis
Omegaturus longipalpis är en kvalsterart som beskrevs av Cook 1983. Omegaturus longipalpis ingår i släktet Omegaturus och familjen Aturidae. Inga underarter finns listade i Catalogue of Life.